# Acronicta graefii
Acronicta graefii là một loài bướm đêm trong họ Noctuidae.